# Saint-Georges-Motel
Saint-Georges-Motel é uma comuna francesa na região administrativa da Normandia, no departamento de Eure. Estende-se por uma área de 4,97 km². Em 2010 a comuna tinha 907 habitantes (densidade: 182,5 hab./km²).